# Caurale soleil
Eurypyga helias
Famille
Genre
Espèce
Statut de conservation UICN

 LC  : Préoccupation mineure
Le Caurale soleil (Eurypyga helias) est une espèce d'oiseaux de la famille des Eurypygidae, dont il est le seul représentant.

## Description
Cette espèce de taille moyenne (43 à 48 cm de longueur) présente l'aspect d'un héron au plumage gris bleuté joliment dessiné avec un long bec et un long cou. Ouvertes, notamment lors de bains de soleil, les ailes montrent de magnifiques marques or, noires et marron.

## Répartition
Cet oiseau vit en Amérique centrale et le tiers nord-ouest de l'Amérique du Sud.

## Habitat
Cet oiseau fréquente surtout les étangs et les cours d'eau rapides et rocailleux dans les forêts tropicales et subtropicales humides.

## Alimentation
Il se nourrit de petits amphibiens, de crustacés et d'insectes qu'il capture en marchant de manière assidue à travers les cailloux.

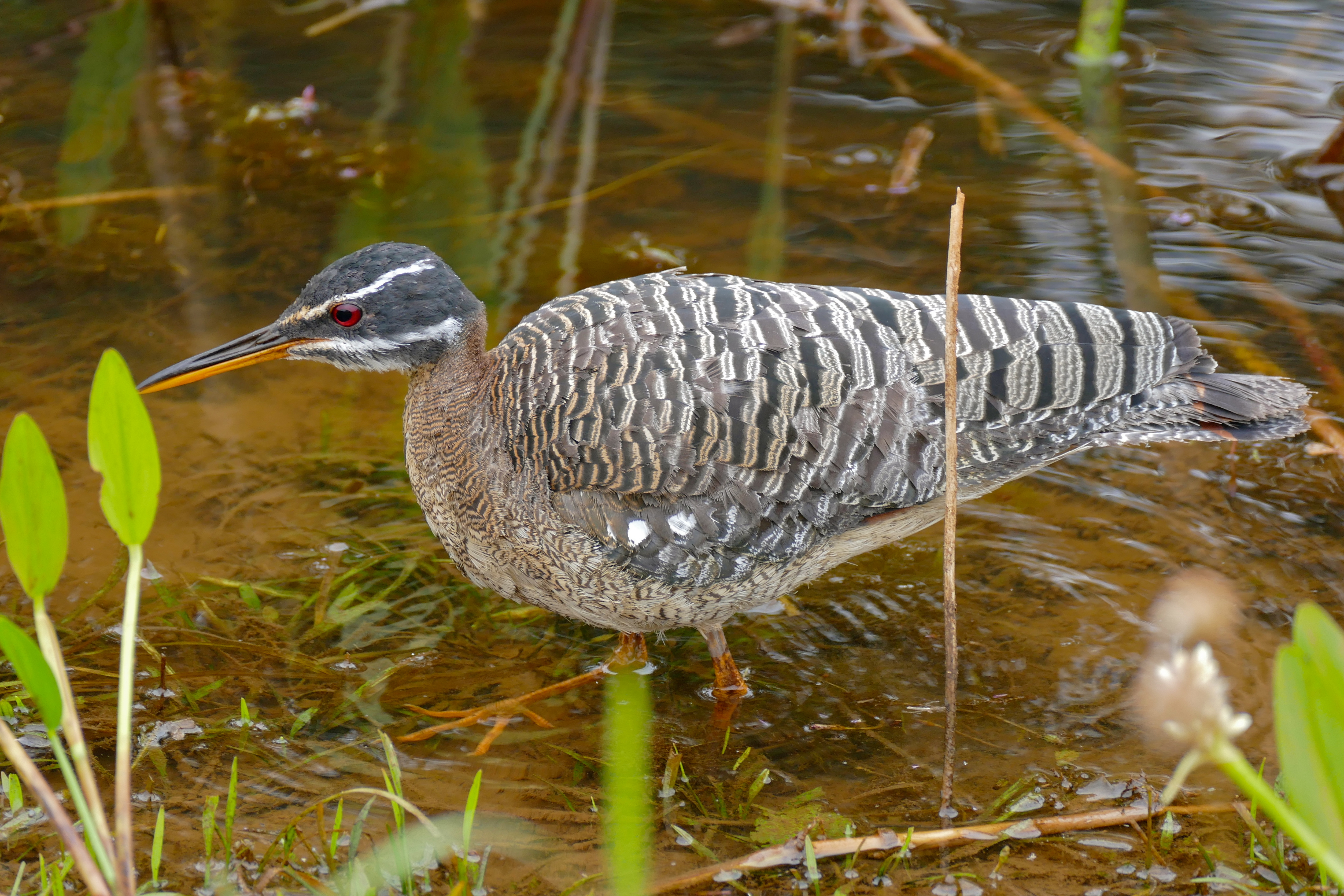
au Mato Grosso
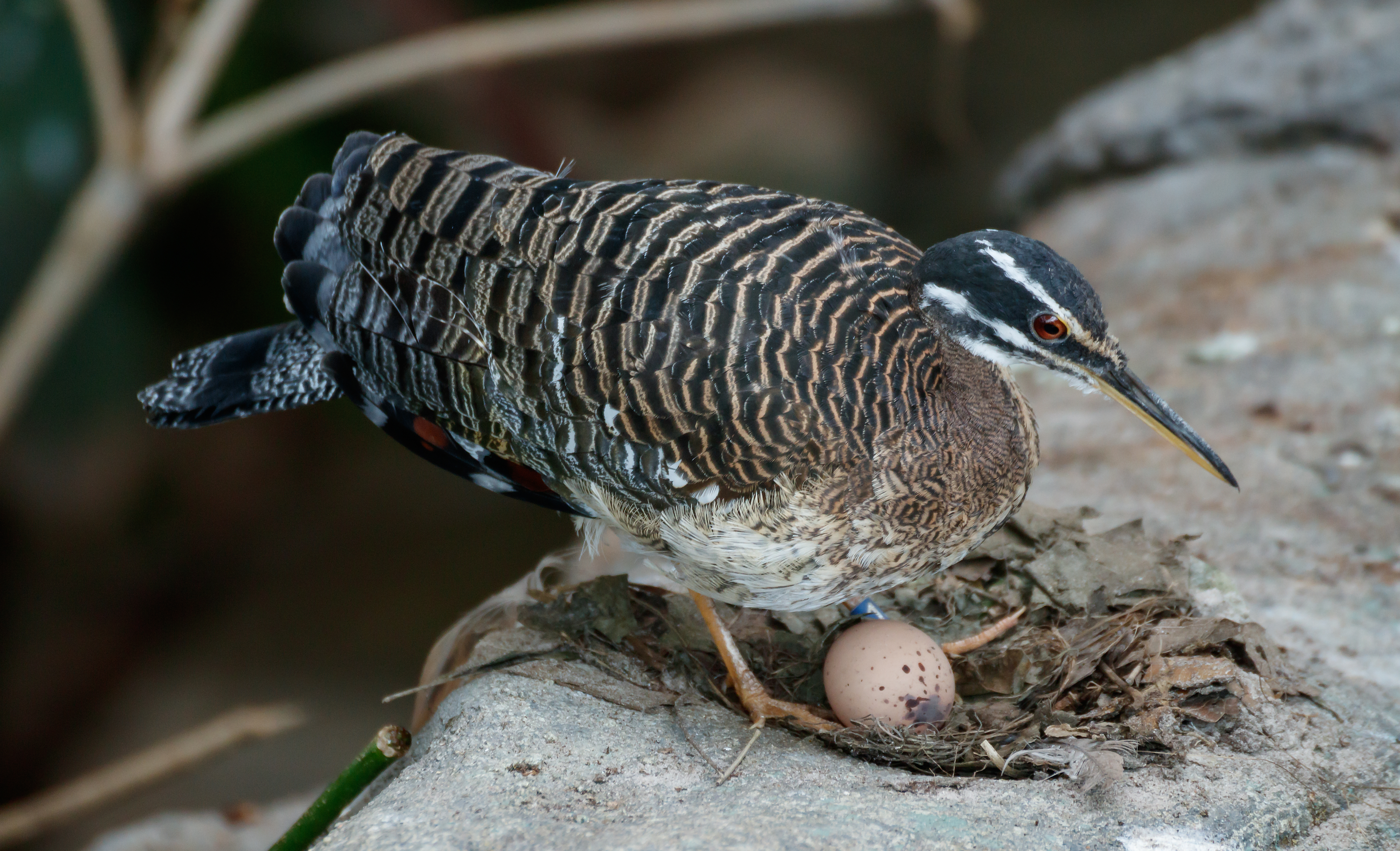
couvant
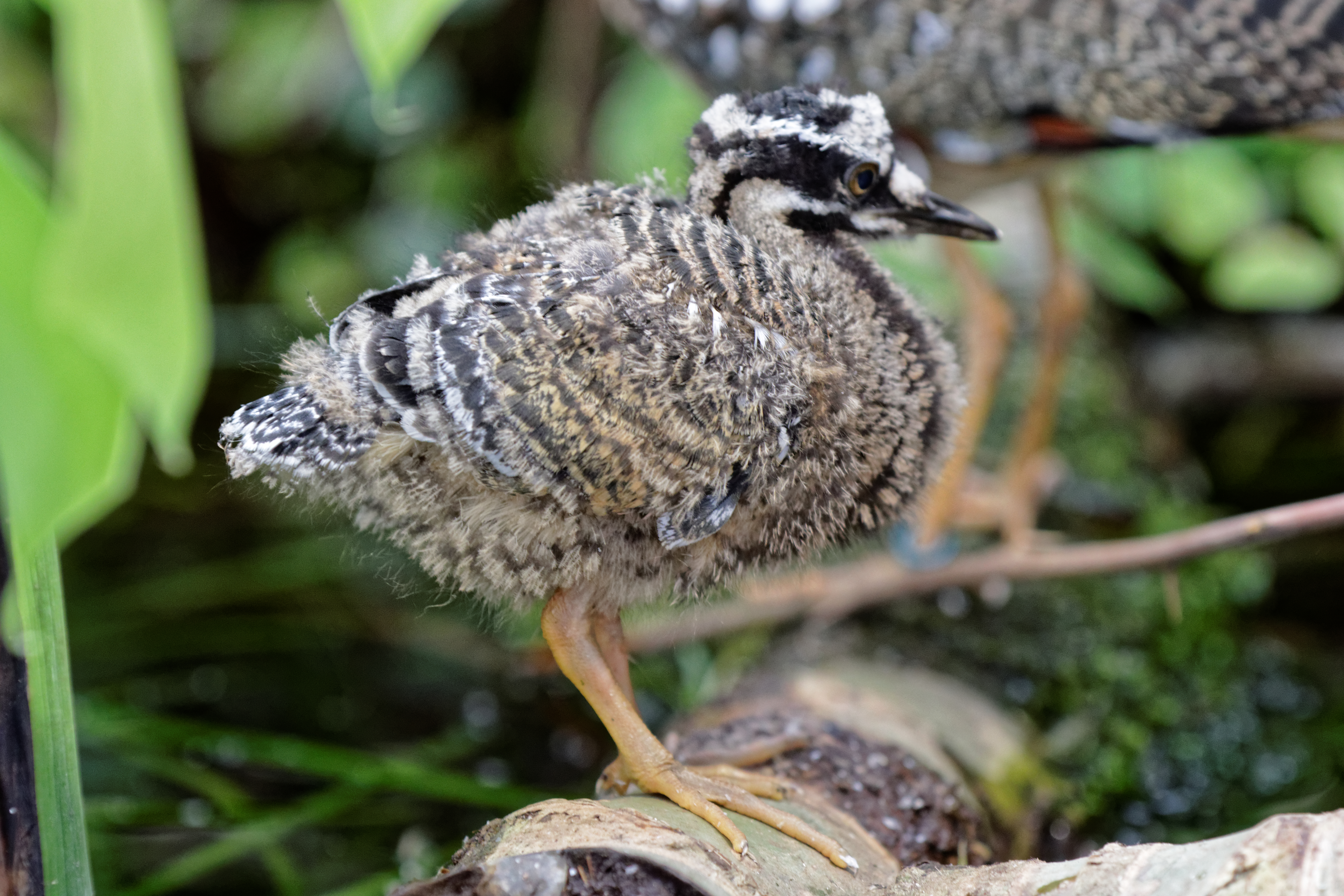
un juvénile